# Laconi
Laconi este o comună din provincia Oristano, regiunea Sardinia, Italia, cu o populație de 1.667 locuitori (1 ianuarie 2023) și o suprafață de 124,75 km².

## Demografie
Laconi - evoluția demografică

|  | Graficele sunt indisponibile din cauza unor probleme tehnice. Mai multe informații se găsesc la Phabricator și la wiki-ul MediaWiki. |

Date: Recensăminte sau birourile de statistică - grafică realizată de Wikipedia